# Södra Gåstjärnen, Dalarna
Södra Gåstjärnen är en sjö i Ludvika kommun i Dalarna och ingår i Norrströms huvudavrinningsområde.